# Mezoregion Vale São-Franciscano da Bahia

Mezoregion Vale São-Franciscano da Bahia

Mezoregion Vale São-Franciscano da Bahia – mezoregion w brazylijskim stanie Bahia, skupia 27 gmin zgrupowanych w czterech mikroregionach. Liczy 116.547,6 km² powierzchni.

## Mikroregiony
- Barra
- Bom Jesus da Lapa
- Juazeiro
- Paulo Afonso